# Slavko Linić
Slavko Linić (Mikelji, 19. rujna 1949.), hrvatski političar.

## Životopis
Pohađao je srednju ekonomsku školu u Rijeci, a na Ekonomskom fakultetu diplomirao je 1973. godine. U Kvarnertransu počeo je raditi 1979. te je iste godine postaje direktor financijsko-računovodstvene službe u rafineriji nafte Rijeka koja je bila u sklopu INA-e i na toj poziciji bio je do 1990. godine.
Obnašao je dužnost riječkog gradonačelnika, a u Vladi premijera Račana obnašao je dužnost potpredsjednika Vlade. U Vladi premijera Milanovića obnaša dužnost ministra financija. Za vrijeme njegovog mandata privatizirana su hrvatska brodogradilišta te je proveo projekt fiskalizacije kako bi spriječio utaju poreza. Premijer Zoran Milanović ga je 6. svibnja 2014. smijenio s pozicije ministra financija, zbog međusobnog neslaganja. Isključen je iz SDP-a 7. lipnja 2014. s 50 prema 47 glasova.
Povezuje ga se i s usponom riječkog poduzetnika Joze Kalema, koji je bio u biznisu s naftnim derivatima i preko koga je upoznao svoju suprugu od koje se razveo devedesetih. Druga žena mu je pravnica u riječkom poglavarstvu Ksenija Čule.